# Nunavut
Nunavut (inuktitut: ᓄᓇᕗᑦ) kanadski je teritorij nastao odcjepljenjem od Sjeverozapadnih teritorija 1999. Većinsko stanovništvo Nunavuta čine Eskimi.
Nunavut se prostire na krajnjem sjeveru Kanade na površini od 1.932.255 km2. Uz znatan dio kopna pripadaju mu i veliki otoci Baffinov otok i otok Ellesmere te uz mnogobrojne manje otoke Kanadskog arktičkog otočja i neki otočići na krajnjem jugu Jamesovog zaljeva. 

## Regije Nunavuta
Nunavut je podijeljen na 3 administrativne regije, to su:
- Kitikmeot, glavno središte Cambridge Bay (Iqaluktuuttiaq; pop. 1477).
- Kivalliq, glavno središte Rankin Inlet (Kangiqliniq; pop. 2358).
- Qikiqtaaluk (Baffin), glavno mu je središte Iqaluit koji je do 1987. nosio ime Frobisher Bay (pop. 6699, 2011.).

## Stanovništvo
Prema popisu stanovništva iz 2011. u Nunavutu je živjelo 31.906 stanovnika što je rast od 8,3 % u odnosu na 2006. Prema popisu stanovništva iz 2006. 24.640 stanovnika  (83,6 %) izjasnilo se kao Inuiti što čini Nunavut jedinim kanadskim teritorijem s većinski domorodačkim stanovništvom.

### Jezik
Prema popisu stanovništva iz 2006. 69,54 % stanovništva je izjavio da im je materinji jezik inuktitut. Pored njega službeni jezici su engleski i francuski.

### Vjera
Prema popisu stanovništva iz 2001. većina stanovnika (93,2 %) su kršćani od čega su 58 % pripadnici Anglikanske crkve Kanade.

## Naselja
Glavno gradsko središte Nunavuta je Iqaluit. Ostala naselja su na kopnu su: Kugluktuk, Umingmaktok, Kugaaruk (Pelly Bay), Repulse Bay, Baker Lake, Arviat, Whale Cove, Chesterfield Inlet, Taloyoak; otočna naselja Igloolik (otok Igloolik), Sanikiluaq (otok Flaherty Island), Gjoa Haven (King William Island), Cape Dorset (Dorset Island), Qikiqtarjuaq (na istoimenom otoku, prije nazivan Broughton Island), Coral Harbour (Southampton Island), Resolute (otok Cornwallis), otok Ellesmere (Grise Fiord, Alert), otok Baffin (Arctic Bay, Pond Inlet, Clyde Inlet, Pangnirtung, Nanisivik).
Naselja su povezana zračnim prijevozom u svrhu čega su izgrađene sletne piste za malene avione.
- Iqaluit
- Iqaluit
- Pangnirtung, Nunavut
- Qikiqtarjuaq
- Kimmirut
- Bathurst Inlet uvečer
- Clyde River
- Coral Harbour, aerodromski terminal
- Aerodrom u Grise Fiordu
- aerodrom Tanquary Fiord, nacionalni park Quttinirtaaq
- Eskimi
- mošusno govedo, otok Victoria
- arktički zec
- arktička lisica
- bijeli medvjedi, otok Guillemot
- brkati tuljan
- Epilobium latifolium
- Saxifraga oppositifolia
- napuštena katolička kamena crkva u Igluliku
- Nacionalni park Auyuittuq s glečerom i karakterističnim formacijama stijena
- rijeka Sila, nac. park Ukkusiksalik
- Inunnguaq (=poput čovjeka), Rankin Inlet
- Opservatorij u Alertu
- Mount Asgard, nacionalni park Auyuittuq

## Vanjske poveznice
- www.gov.nu.ca
- Nunavut Communities, 1999  Arhivirana inačica izvorne stranice od 3. lipnja 2009. (Wayback Machine)